# Luftfartøj
Et luftfartøj er en indretning, der bæres oppe i atmosfæren ved luftens påvirkning, bortset fra indretninger, der bæres oppe alene ved direkte luftpåvirkning på jordens overflade.

## Luftfartøjstyper
- Ballon
  - Gasballon
  - Varmluftsballon
- Drage
- Dragefly
- Faldskærm
- Flyvemaskine
- Helikopter
- Jetpod
- Luftskib
  - Blimp
  - Zeppeliner
- Modelfly
- Papirfly
- Skycar
- Svævefly
- Ornitopter